# Třída Liuzzi
Třída Liuzzi byla třída oceánských ponorek italského královského námořnictva. Celkem byly postaveny čtyři jednotky této třídy. Ve službě v italském námořnictvu byly v letech 1939–1943. Účastnily se bojů druhé světové války. Dvě byly ve válce ztraceny a dvě byly po italské kapitulaci zajaty Německem a zařazeny do Kriegsmarine. Později byly obě rovněž ztraceny.

## Stavba
Ponorky představovaly zvětšenou verzi třídy Brin. Celkem byly postaveny čtyři ponorky této třídy. Jejich stavbu provedla italská loděnice Tosi v Tarentu. Do služby byly přijaty v letech 1939–1940.
Jednotky třídy Liuzzi:
| Jméno                   | Založení kýlu | Spuštěna         | Vstup do služby | Poznámky |
| ----------------------- | ------------- | ---------------- | --------------- | --- |
| Alpino Bagnolini        | 1938          | 28. října 1939   | prosinec 1939   | Po italské kapitulaci byla dne 10. září 1943 v Bordeaux zajata Němci. Zařazena do německé Kriegsmarine jako UIT22. Později byla u Mysu Dobré naděje potopena hlídkovým hydroplánem PBY Catalina SAAF. |
| Reginaldo Giuliani      | 1939          | 3. prosince 1939 | únor 1940       | Po italské kapitulaci roku 1943 byla v Singapuru zajata Japonci. Zařazena do německé Kriegsmarine jako UIT23. Později byla v Malackém průlivu potopena britskou ponorkou HMS Tally-Ho.                |
| Console Generale Liuzzi | 1938          | 17. září 1939    | listopad 1939   | Dne 27. června 1940 jižně od Kréty potopena vlastní posádkou ve střetu s britskými torpédoborci HMS Dainty, HMS Defender a HMS Ilex.                                                                  |
| Capitano Tarantini      | 1939          | 7. ledna 1940    | březen 1940     | Dne 15. prosince 1940 v Biskajském zálivu potopena britskou ponorkou HMS Thunderbolt. |

## Konstrukce
Ponorky nesly čtyři příďové a čtyři záďové 533mm torpédomety se zásobou 12 torpéd. Dále nesly jeden 100mm kanón a čtyři 13,2mm kulomety. Pohonný systém tvořily dva diesely Tosi o výkonu 2500 bhp a dva elektromotory Ansaldo o výkonu 1500 bhp, pohánějící dva lodní šrouby. Nejvyšší rychlost dosahovala 18 uzlů na hladině a 8 uzlů pod hladinou. Dosah byl 11 300 námořních mil při rychlosti 8 uzlů na hladině a 108 námořních mil při rychlosti 3 uzly pod hladinou. Operační hloubka ponoru dosahovala 90 metrů.

### Modifikace
Ponorky Alpino Bagnolini a Reginaldo Giuliani byly upraveny pro transport nákladu do Japonska a zpět.